# Vetusta Morla
«Vetusta Morla» — испанская инди-рок группа, родом из города Трес-Кантос, который находится в пригороде Мадрида. Группа была создана в 1998 году и получила название от имени персонажа детской книги немецкого писателя Михаэля Энде «Бесконечная История», гигантской старой черепахи Морлы, которая жила в болоте («vetusta» по-испански значит «старая» или «ветхая»).
История «Старой Морлы» началась летом 1998 года, когда пятеро слушателей курса философии из Института им. Хосе Луиса Сампедро, решили объединиться для выступления на институтских неделях культуры и основали рок-группу. И долгое время для участников этот проект был скорее хобби: Пучо занимался графическим дизайном, барабанщик Давид «Индеец» Гарсия работал педагогом, гитарист Хуан Мануэль Латорре вёл свою программу на Radio 3, а клавишник Хорхе Гонсалес преподавал физику.
Первая демозапись «13 Horas Con Lucy» вышла в 2000 году и обратила на себя внимание публики несколькими музыкальными премиями. Следующая запись была сделана уже с профессиональным продюсером, в результате чего вышел первый ЕР — «La Cuadratura Del Circulo». В конце 2001 года произошло первое и последнее изменение в составе группы: вместо басиста Алехандро Нотарио пришел Альваро Баглиетто. С этого момента и состоянием на 2020 год, состав группы неизменен.
В течение восьми лет Vetusta Morla безуспешно пыталась найти себе выпускающий лейбл, но их музыка была «too indie to be pop, too pop to be indie»: инди-лейблы не привлекало коммерческое звучание группы, а крупные компании отталкивала коммерческая же бесперспективность такой музыки. Ситуация изменилась в 2006 году, когда после выступления на Festival Internacional Anti-Crise в Бейруте, музыканты решили взяться за проект серьёзно, покинув основные работы и полностью посвятив себя музыке. Проблема с отсутствием издающего лейбла вскоре была решена путем создания своего собственного лейбла — Pequeno Salto Mortal.
По причине «несерьезного» отношения к проекту, Vetusta Morla много лет выступала на различных фестивалях, радио, получала премии, но свой первый альбом музыканты выпустили только в феврале 2008 года, спустя почти 10 лет существования группы. Диск получил название Un día en el mundo («Один день в мире»). Двенадцать испаноязычных песен, одна из которых, «La Marea», впервые была издана ещё на «La Cuadratura Del Circulo» в 2003 году. Отсутствие какого-либо давления со стороны лейбла, повышенное внимание к деталям и крайне оригинальный взгляд на музыку в целом — всё это вылилось в «лучший испанский дебютный рок-альбом за многие годы», как впоследствии писали авторитетные музыкальные обозреватели. По итогам года «Un Dia En El Mundo» побывал едва ли не в каждом чарте страны и уже в конце февраля того же года, команда выступает на концертах престижнейшего Radio 3. В том же 2008, группа отправилась в первое большое турне.
Три года спустя, весной 2011 года, после многочисленных гастролей по Испании и другим странам, Vetusta Morla выпускает свой второй альбом, Mapas («Карты»), который также стал хитовым, но получил более сложное и минорное звучание по сравнению с первым детищем испанцев. В частности, на этом альбоме вышел один из главных хитов группы — песня Maldita dulzura.
Имея уже значительный концертный опыт и два полноценных альбома, группа решается на масштабный эксперимент — запись с Региональным симфоническим оркестром Мурсии в рамках сбора средств на восстановление пострадавшего от землетрясения в мае 2011 года здания Консерватории Нарфисо Йепес де Лорка, город Мурсия. Концерт был записан в два захода — 31 мая и 1 июня, и издан официально почти год спустя — весной 2012 года.
В конце 2013 года группа сообщила через социальные сети, что вскоре будет выпущен их третий альбом — La deriva («Снос», что забавно контрастирует с «ветхим» названием коллектива). 23 февраля 2014 года с него был выпущен первый сингл «Golpe maestro», а 25 марта того же года вышел ещё один сингл, одноимённый с альбомом. 8 апреля 2014 года вышел сам альбом, который был широко представлен публике многочисленными концертами и клипами.
Четвёртый альбом — Mismo sitio, distinto lugar был выпущен 10 ноября 2017 года и записан в студии Hansa в Берлине.
За несколько лет до этого, Vetusta Morla пошли ещё на один интересный эксперимент со студией Delirium Studios и выпустили альбом оригинальных саундтреков к видеоигре под названием «Los Rios De Alice» («Реки Алисы»). Диск состоит из инструментальных композиций без слов, и только одна песня, «Los Buenos», является полноценным треком в привычном для Морлы стиле.
В 2017 году группа приняла участие в необычном проекте Radio 3, который назывался 'Suena Guernica' (Поющая Герника), и был посвящен 80-летию одноимённой картины Пабло Пикассо. В ходе проекта, известные испанские музыканты исполнили по несколько песен около одной из самых известных картин художника, выставленной в Музее королевы Софии в Мадриде. Vetusta Morla исполнила три песни: Alto! с альбома 2014 года (песня с военной тематикой), Golpe Maestro и Puente de los franceses, народную песню времен Гражданской войны в Испании.
В 2020 вышел экспериментальный альбом MSDL — Canciones dentro de canciones («Песни в песнях»), о котором сами музыканты написали, как о матрешке, где песни с четвёртого альбома, переосмыслены в другом формате.

### Премии и награды
— «Copenhague», четвёртый трек из Un día en el mundo, был выбран в качестве одной из трех лучших испанских инди-песен за последние 30 лет по результатам голосования, проведенного среди пользователей Интернета и слушателей Radio 3 в песенном конкурсе. «Indispensables». Песня заняла третье место в голосовании, победившим в голосовании «Qué nos va a pasar» из «La Buena Vida».
— Видеоклипы «Un día en el mundo» и «Otro día en el mundo», снятые Альваро Леоном, получили Специальную награду за креатив (категория, специально созданная для этого случая) на I Национальном фестивале видеоклипов Альканьис (I Festival Nacional de Videoclips de Alcañiz). На конкурс было подано 163 работы испанских режиссёров, производителей видеоклипов и звукозаписывающих компаний.
— 15 октября 2008 года Vetusta Morla получила награду в номинации «Лучшая живая поп-музыка» на гала-вечере второго конкурса Live Night Awards, известного как «Los Guilles». Vetusta Morla были номинированы в трех категориях: «Начинающий исполнитель», «Лучший рок» и «Лучший поп».
— В конце того же года группа была выбрана «Открытием года 2008», в результате голосования, организованного среди читателей EP3 в его веб-разделе газеты El País12.
— Первый альбом группы, Un día en el mundo, занимает вторую позицию в рейтинге сети MTV, в котором выбираются фавориты года. В обзоре лучших коллективов за год, в журнале Rockzone это второй лучший национальный альбом в Испании.
— В начале 2009 года Vetusta Morla получила награду «Tras la 2» в категории «Лучшее музыкальное предложение» по итогам интернет-голосования.
— 26 февраля 2009 года мадридская группа объявляется победителем XIII церемонии вручения музыкальных премий, ежегодно присуждаемых Академией музыкальных искусств и наук сразу в нескольких категориях, в частности «Лучший альтернативный поп-альбом».
— Группа участвовала в первой церемонии вручения премии Independent Music Awards, присуждаемой UFI (Независимый фонографический союз), на которой она получила четыре награды: лучший исполнитель, лучший альбом, лучший рок-альбом и лучшая песня.
— Vetusta Morla получает награду за лучшую испанскую группу в рамках четвёртого конкурса Independent Pop-Eye Music and Creation Awards.
— Группа была награждена журналом Rolling Stone как лучшая группа года и лучший альбом года за их второй альбом Mapаs.
— Группа награждена журналом Rolling Stone за лучший тур года после 107 концертов, 6 из которых были с оркестром Orque.

### Состав группы
Состав группы практически не менялся со дня основания:
- Juan «Pucho» Pedro Martín Almarza (вокал, перкуссии)
- David «el Indio» García (ударные, вокал)
- Álvaro B. Baglietto (бас-гитара)
- Jorge González (перкуссии и электронная музыка)
- Guillermo Galván (гитара, клавишные и вокал)
- Juan Manuel Latorre (гитара и клавишные)

### Дискография
- Un día en el mundo (2008)
- Mapas (2011)
- La deriva (2014)
- Mismo sitio, distinto lugar (2017)
- MSDL — Canciones dentro de canciones (2020)

### EPs
- 13 horas con Lucy (demo, 2000)
- Vetusta Morla (demo, 2001)
- La cuadratura del círculo (demo, 2003)
- Mira (EP, 2005)

### Другие издания
- Concierto benéfico por el Conservatorio Narciso Yepes de Lorca (en vivo, 2013)
- Los ríos de Alice (banda sonora original, 2013)
- «15151»: Concierto en directo grabado en el Palacio de los deportes de Madrid el 23 de mayo de 2015.

### Видеоклипы
1. Copenhague (2008)
2. Un día en el mundo (2008)
3. Otro día en el mundo (2008)
4. Sálvese quien pueda (2008)
5. Valiente (2009)
6. Lo que te hace grande (2011)
7. El hombre del saco (2011)
8. Los días raros (2012)
9. Maldita dulzura (2013)
10. La deriva (2014)
11. Golpe maestro (2014)
12. Fiesta Mayor (2014)
13. Fuego (2014)
14. Cuarteles de invierno (2015)
15. Te lo digo a ti (2017)
16. Deséame suerte (2017)
17. Consejo de Sabios (2018)
18. La vieja escuela (2018)
19. 23 de junio (2019)
20. Los abrazos prohibidos (2020)